# 7256 Bonhoeffer
7256 Bonhoeffer eller 1993 VJ5 är en asteroid i huvudbältet som upptäcktes den 11 november 1993 av den tyske astronomen Freimut Börngen vid Tautenburg-observatoriet. Den är uppkallad efter den tyske luthersk prästen, teologen och motståndskämpen Dietrich Bonhoeffer.
Asteroiden har en diameter på ungefär 5 kilometer.